# Список дочерних компаний Ubisoft
Ubisoft — французская компания, специализирующаяся на разработке и издании компьютерных игр, которая была основана в марте 1986 года братьями Гильемо. С момента своего основания Ubisoft стала одним из крупнейших издателей видеоигр с самой большой командой разработчиков, насчитывающая более 20 000 сотрудников, работающих в более чем 45 студиях по состоянию на май 2021 года. Компания включает в себя студии, которые находятся в более чем 20 странах мира.
Ubisoft сама создала множество собственных студий, таких как Ubisoft Montreal, Ubisoft Toronto, Ubisoft Montpellier и Ubisoft Paris, компания также приобрела несколько студий, таких как Massive Entertainment, Red Storm Entertainment, Reflections Interactive и FreeStyleGames. Студии Ubisoft часто сотрудничают друг с другом в своих проектах, разделяя различные обязанности по разработке. Например, в Assassin's Creed Unity, выпущенной в 2014 году, десять студий по всему миру работали вместе.

## Северная Америка

### Blue Mammoth Games
Blue Mammoth Games — студия по разработке видеоигр, базирующаяся в Атланте, штат Джорджия, была основана Линкольном Гамильтоном и Мэттом Вумером в 2009 году. В октябре 2012 года Xaviant, другой разработчик из Атланты, приобрел 50% акций компании. В ноябре 2017 года Blue Mammoth объявила, что будет открыта новая студия, расположенная в Амстердаме, Нидерланды, для найма 25 человек. Студия была открыта в январе 2018 года. Blue Mammoth была приобретена Ubisoft 1 марта 2018 года. Основным продуктом компании является Brawlhalla.

### Hybride Technologies
Hybride Technologies — студия по разработке видеоигр с штаб-квартирой в Пьемонте, Квебек. Была основана в 1991 году. Основная роль заключается в создании визуальных эффектов для фильмов и телешоу, команда внесла свой вклад в такие проекты, как "Мир юрского периода", "Звездные войны: Пробуждение силы" и "Хан Соло. Звёздные войны: Истории". Компания была приобретена Ubisoft в 2008 году. У компании есть второй офис, расположенный совместно с Ubisoft Montreal в Монреале, Квебек, который был открыт в феврале 2016 года.

### Quazal
Quazal — студия, расположенная в Монреале, Квебек, является разработчиком программного обеспечения, основанной в 1998 году Сильвеном Бодри, Мартином Лавуа и Карлом Дионом. Компания специализируется на разработке кроссплатформенных многопользовательских инструментов для видеоигр, в первую очередь Net-Z и Rendez-Vous. 4 ноября 2010 года было объявлено, что Ubisoft приобрела Quazal.

### Red Storm Entertainment
Red Storm Entertainment была основана Томом Клэнси, управляющим директором Стивом Ридом и 17 сотрудниками в Кэри, Северная Каролина, в 1996 году. Компания самостоятельно опубликовала свой первый тактический шутер Tom Clancy's Rainbow Six в 1998 году. Ubisoft приобрела студию в 2000 году. После приобретения Red Storm продолжила работу над тактическими шутерами франшизы Tom Clancy's и разработала Tom Clancy's Ghost Recon в 2001 году, а также ее продолжение, Tom Clancy's Ghost Recon 2, в 2004 году. Red Storm продолжает сотрудничать с другими студиями Ubisoft над будущими играми Ghost Recon и принимал участие в разработке нескольких игр Far Cry. В 2008 году Ubisoft приобрела права на название Clancy's для видеоигр. Red Storm стала одной из первых студий Ubisoft, разработавших проекты виртуальной реальности, начиная с выпуска Werewolves Within в 2016 году и Star Trek: Bridge Crew в 2017 году.

### Ubisoft CRC (NCSA)
Ubisoft Consumer Relationship Center управляет поддержкой клиентов и управлением сообществами на территориях Северной, Центральной и Южной Америки и расположен в Кэри, Северная Каролина, совместно с Red Storm Entertainment.

### Ubisoft Halifax
Ubisoft Halifax (ранее Longtail Studios Halifax) базируется в Галифаксе, Новая Шотландия, и наиболее известна совместной разработкой серии Rocksmith. Компания была основана в 2009 году как студия базирующейся в Нью-Йорке Longtail Studios, которая сама была основана в 2003 году соучредителем Ubisoft Жераром Гийемотом. В июле 2009 года Longtail Studios предложила 23 сотрудникам своей студии в Шарлоттауне, остров Принца Эдуарда (PEI), возможность переехать в их новую студию в Галифаксе. Этот шаг был встречен министром инноваций PEI Алланом Кэмпбеллом, предложившим Longtail Studios субсидии и налоговые льготы для сохранения рабочих мест в PEI.
В августе 2013 года Longtail Studios Halifax присоединилась к ассоциации развлекательного программного обеспечения Канады. В это время в студии работало 45 сотрудников. 13 октября 2015 года Ubisoft приобрела Longtail Studios Halifax, в которой тогда работало более 30 сотрудников, после чего компания была переименована в Ubisoft Halifax. Еще 10 вакансий были немедленно открыты для найма. Благодаря приобретению Ubisoft планировала расширить свой бизнес мобильных игр в Канаде. По состоянию на май 2021 года в Ubisoft Halifax работает более 70 сотрудников.

### Ubisoft Montreal
Ubisoft Montreal - крупнейшая собственная студия разработки Ubisoft, а также крупнейшая студия разработки в мире с более чем 4000 сотрудниками. Основанная в 1997 году в Монреале, Квебек, студия начинала всего с 50 сотрудников. 25 из них поступили из штаб-квартиры Ubisoft во Франции, в то время как остальные были новобранцами. Яннис Маллат - руководитель студии компании. В то время как изначально компания сосредоточила свою работу на лицензированных играх для семейного использования, команда добилась прорывного успеха благодаря выпуску двух новых игр: Prince of Persia: The Sands of Time и Tom Clancy's Splinter Cell.
После этого успеха они переключили свое внимание на разработку игр категории AAA. Компания разработала Far Cry 2 и последующие сиквелы Far Cry, участвовала в серии Tom Clancy's Rainbow Six начиная с Vegas и стала ведущим разработчиком самой успешной франшизы Ubisoft, Assassin's Creed, с момента ее создания. Студия также участвовала в создании новых интеллектуальных объектов, таких как For Honor, Watch Dogs и Hyper Scape. По состоянию на май 2021 года в Ubisoft Montreal работает более 4000 сотрудников.

### Ubisoft Quebec
Ubisoft Quebec была основана компанией Ubisoft в 2005 году в городе Квебек, провинция Квебек. Студия была создана для оказания помощи основным студиям Ubisoft, а также участвовала в разработке загружаемого контента для серии Assassin's Creed, такого как "Тирания короля Вашингтона" для Assassin's Creed III и "Крик свободы" для Assassin's Creed IV: Black Flag. 3 ноября 2010 года Ubisoft объявила, что приобрела Longtail Studios Quebec, студию базирующейся в Нью-Йорке Longtail Studios, которая сама была основана в 2003 году соучредителем Ubisoft Жераром Гийемотом. В результате 48 сотрудников студии были переведены в существующие подразделения Ubisoft в Квебеке. Директор подразделения Андреас Моллман подал в отставку, и 5-6 сотрудников были уволены.
Квебекская студия работала над Marvel Avengers: Battle for Earth, игрой Kinect, выпущенной в 2012 году, и стала ведущим разработчиком Assassin's Creed Syndicate в 2015 году, заменив монреальскую студию. Это был бы первый случай, когда квебекская студия сменила свою роль со студии поддержки на ведущего разработчика игры AAA. В студии работает более 500 сотрудников. Компания также выступала ведущим разработчиком Assassin's Creed Odyssey (2018) и Immortals Fenyx Rising (2020). По состоянию на май 2021 года в Ubisoft Quebec работает более 500 сотрудников.

### Ubisoft Saguenay
Ubisoft Saguenay в Чикутими, Квебек, была анонсирована в сентябре 2017 года и открыта в феврале 2018 года с 20 сотрудниками во главе с Джимми Булианном. Студия будет использоваться для поддержки онлайн-компонентов и компонентов подключения к интернету для игр Ubisoft. По состоянию на май 2021 года в Ubisoft Saguenay работает 75 сотрудников.

### Ubisoft Sherbrooke
Ubisoft Sherbrooke была основана в ноябре 2021 года в Шербруке, Квебек. Студия будет совместно разрабатывать основные франшизы Ubisoft.

### Ubisoft Toronto
Ubisoft Toronto была основана компанией Ubisoft в мае 2010 года в Торонто, Онтарио. Открытие студии можно отнести на счет успеха монреальской студии, которая побудила Ubisoft продолжить свою экспансию в Канаде. Команда в Торонто в основном состоит из сотрудников монреальской студии, которые работали над "Splinter Cell: Conviction". Затем студия взяла на себя ведущую роль в разработке игры Tom Clancy's Splinter Cell, поскольку тогдашний глава студии Джейд Рэймонд считала, что это самая культовая франшиза Ubisoft, которая может помочь студии расширяться и набирать персонал. Их дебютная игра, Tom Clancy's Splinter Cell: Blacklist, получила признание критиков после выхода.
Студия продолжала вносить свой вклад в другие проекты Ubisoft, включая Far Cry 4 и Assassin's Creed Unity. Рэймонд покинул студию и основал Motive Studios в 2015 году. Клинт Хокинг, режиссер Far Cry 2, работал в студии в Торонто. Студия также выступала в качестве ведущего разработчика Starlink: Battle for Atlas и Watch Dogs: Legion, режиссером которой был Хокинг. Она также заменила монреальскую студию в качестве ведущего разработчика Far Cry 6.

### Ubisoft Winnipeg
6 апреля 2018 года Ubisoft объявила, что инвестирует около 35 миллионов долларов в канадскую провинцию Манитоба, чтобы создать 100 рабочих мест в течение пяти лет, основав студию, расположенную в Виннипеге. Дэррил Лонг будет исполнять обязанности управляющего директора студии. Ubisoft Winnipeg будет работать над франшизами Ubisoft с открытым миром.

## Европа

### 1492 Studio
Студия 1492 была основана в Вайокесе, Франция, в 2014 году Клэр и Тибо Самора и приобретена Ubisoft в феврале 2018 года. Студия разработала Is it Love?, бесплатную эпизодическую мобильную игру.

### Green Panda Games
Ubisoft приобрела 70% акций Green Panda Games в июле 2019 года с возможностью полного приобретения компании. Green Panda Games, основанная в 2013 году и базирующаяся в Париже, является разработчиком и издателем более 50 мобильных казуальных игр. По состоянию на май 2021 года в Green Panda Games работает 120 сотрудников.

### i3D.net
В ноябре 2018 года было объявлено, что Ubisoft приобретет голландскую компанию по размещению серверов i3D.net. Сделка по приобретению была завершена до конца 2018-19 финансового года.

### Ivory Tower
Ivory Tower была основана в Лионе, Франция, в сентябре 2007 года Ахмедом Бухелифой, Стефаном Белеем и Эммануэлем Уалидом. Все три основателя ранее работали в Eden Games. Первая игра Ivory Tower, The Crew, была анонсирована компанией Ubisoft, выступающей в качестве ее издателя, в июне 2013 года и выпущена для Windows, PlayStation 4, Xbox 360 и Xbox One в декабре 2014 года. 5 октября 2015 года, когда The Crew достигла 3 миллионов игроков, Ubisoft объявила, что они приобрели Ivory Tower за нераскрытую сумму. В то время в студии работало 100 сотрудников. Вторая игра Ivory Tower, The Crew 2, была анонсирована Ubisoft в июне 2017 года и выпущена для Windows, PlayStation 4, Xbox One в июне 2018 года.

### Ketchapp
Компания Ketchapp была основана в 2014 году в Париже, Франция, братьями Мишелем и Антуаном Моркосами, специализирующимися на публикации игр для рынка мобильных игр. Компания была приобретена Ubisoft в 2016 году.

### Kolibri Games
Компания Kolibri Games, основанная в 2016 году в Берлине, Германия, является разработчиком игр жанра idle и издает Idle Miner Tycoon и Idle Factory Tycoon. Ubisoft приобрела 75% студии в 2020 году. По состоянию на май 2021 года в Kolibri Games работает 130 сотрудников.

### Massive Entertainment
Massive Entertainment была основана в 1997 году в Роннебю, Швеция. Бывшая дочерняя компания Vivendi Universal Games, Massive сосредоточила большую часть своего внимания на разработке стратегических игр в реальном времени, таких как Ground Control и World in Conflict. Она была приобретена Ubisoft в марте 2008 года. После приобретения Massive Entertainment работала над Uplay, платформой цифровой дистрибуции Ubisoft, и разработала Just Dance Now. Компания также разработала движок Snowdrop и использовала его в фильме Тома Клэнси "The Division" и его продолжении "The Division 2", а также в предстоящей видеоигре, основанной на серии фильмов "Аватар".

### Nadeo
Компания Nadeo была основана в 2000 году в Париже, Франция, Флоран Кастельнераком. Ubisoft объявила о приобретении Nadeo 5 октября 2009 года. Энн Блондель-Жуан занимала должность директора по издательскому делу компании с 2011 по 2013 год. и добилась успеха благодаря франшизе гоночных игр TrackMania. Команда сосредоточилась на том, чтобы позволить игрокам создавать пользовательский контент, и разработала сеть под названием ManiaPlanet. Все игры, разработанные Nadeo с момента приобретения Ubisoft в 2009 году, были гоночными, за исключением ShootMania Storm, шутера от первого лица. Последнее игра Nadeo - Trackmania, бесплатный ремейк TrackMania Nations.

### Owlient
Owlient - студия видеоигр, основанная в 2005 году в Париже, Франция. Компания фокусируется на создании бесплатных игр, и их самой успешной игрой является Howrse. Owlient был приобретен Ubisoft в 2011 году.

### RedLynx
RedLynx была основана в 2000 году в Хельсинки, Финляндия, братьями Атте и Антти Ильвессуо и специализируется на создании гоночных игр серии Trials. Пока студия разрабатывала Trials Evolution, она была приобретена Ubisoft в ноябре 2011 года. После приобретения Ubisoft компания продолжила работу над новыми частями Trials с Trials Fusion в 2014 году, Trials of the Blood Dragon в 2016 году и Trials Rising в 2019 году; за пределами По франшизе Trials они также разработали South Park: Phone Destroyer. По состоянию на май 2021 года в RedLynx работает более 150 сотрудников.

### Ubisoft Annecy
Ubisoft Annecy была основана в 1996 году в Анси, Франция, и их первой игрой была Rayman Revolution для PlayStation 2. Анси разработала многопользовательскую часть многих игр Ubisoft, включая серии Tom Clancy's Splinter Cell и Assassin's Creed. Их первым проектом в качестве ведущего разработчика была игра Steep, посвященная зимним видам спорта с открытым миром, выпущенная в конце 2016 года. Ранее студия была известна как Ubisoft Simulations. Студия также сотрудничала с Massive Entertainment и работала над фильмом Тома Клэнси "The Division 2". Последняя игра студии - Riders Republic, которая была выпущена 28 октября 2021 года.

### Ubisoft Barcelona
Ubisoft Barcelona была основана в 1998 году и базируется в Барселоне, Испания. Изначально команда сосредоточилась на гоночных играх, пока их внимание не переключилось на разработку казуальных игр, таких как Your Shape для Wii. Студия в Барселоне также выступала в качестве студии поддержки, работая над такими названиями, как Tom Clancy's Rainbow Six Siege и Raving Rabbids. Студия также работала с Red Storm Entertainment над Star Trek: Bridge Crew.

### Ubisoft Barcelona Mobile
Ubisoft Barcelona Mobile, базирующаяся в Барселоне, Испания, была образована как Microjocs Mobile в 2002 году и стала частью Digital Chocolate в августе 2007 года. Студия была продана Ubisoft в сентябре 2013 года и впоследствии переименована в Ubisoft Barcelona Mobile. Производства Ubisoft Barcelona Mobile включают Galaxy Life и Might & Magic: Elemental Guardians. По состоянию на май 2021 года в Ubisoft Barcelona Mobile работает более 70 сотрудников.

### Ubisoft Belgrade
Основанная в ноябре 2016 года Ubisoft Belgrade в Белграде, Сербия, работала над Tom Clancy's Ghost Recon Wildlands, Tom Clancy's Ghost Recon Breakpoint, Steep: Road to the Olympics и The Crew 2. Студия разрабатывает контент после запуска для Wildlands и Breakpoint.

### Ubisoft Blue Byte
Ubisoft Blue Byte была основана в Дюссельдорфе, Германия, в 1988 году. Компания добилась раннего успеха благодаря стратегическим играм, таким как The Settlers и Battle Isle. Blue Byte была приобретена Ubisoft в 2001 году. Главная дюссельдорфская студия Ubisoft Blue Byte, Ubisoft Düsseldorf, по состоянию на январь 2023 года насчитывает 470 сотрудников, что делает ее крупнейшей в Германии.

### Ubisoft Berlin
Ubisoft Berlin была открыта в начале 2018 года в Берлине, Германия, с акцентом на совместную разработку. Компания будет заниматься разработкой игр по франшизе Far Cry. В 2020 году было подтверждено, что компания также работает над Skull & Bones. По состоянию на январь 2023 года в студии работает 140 сотрудников.

### Ubisoft Mainz
Ubisoft Mainz была основана как Related Designs Томасом Потткампером, Буркхардом Ратхайзером, Томасом Штайном и Йенсом Вьельхабеном в 1995 году, затем базировалась в доме родителей Потткампера в районе Накенхайм в Майнце. 11 апреля 2007 года Ubisoft приобрела 30% акций Related Designs, наряду с правами на серию Anno, разработанную Related Designs. В мае 2008 года у них было 50 сотрудников. 11 апреля 2013 года Ubisoft приобрела оставшиеся 70% и получила полный контроль над связанными проектами. С этого момента компания будет разрабатывать проекты в тандеме с другой немецкой студией Ubisoft, Blue Byte. Related Designs было присвоено название Blue Byte в июне 2014 года. В августе 2019 года студия была переименована в Ubisoft Mainz. По состоянию на январь 2023 года в студии работает 170 сотрудников.

### Ubisoft Bordeaux
Ubisoft Bordeaux была основана в сентябре 2017 года в Бордо, Франция. Она служит студией поддержки и сотрудничает со студиями Анси, Парижа и Монпелье над их будущими названиями. Студию возглавляет Жюльен Майе. По состоянию на май 2021 года в Ubisoft Bordeaux работает более 300 сотрудников.

### Ubisoft Bucharest
Ubisoft Bucharest в Бухаресте, Румыния, была основана шестью участниками в 1992 году как первая собственная студия Ubisoft, базирующаяся за пределами Франции. Они разрабатывали игры серии Chessmaster, Silent Hunter и H.A.W.X. Она также оказала поддержку другим студиям в разработке многопользовательских игр Assassin's Creed, Assassin's Creed Rogue, Just Dance и Tom Clancy's Ghost Recon: Future Soldier. Отдельная команда в Крайове была создана в сентябре 2008 года с 12 сотрудниками. В декабре 2008 года к двум студиям добавилось 126 сотрудников (75 в Бухаресте и 51 в Крайове), а общая численность персонала достигла около 770 человек.

### Ubisoft CRC (EMEA)
Ubisoft Consumer Relationship Center управляет поддержкой клиентов и управлением сообществами на территориях Европы, Ближнего Востока и Азии и расположен в Ньюкасл-апон-Тайн, Англия.

### Ubisoft Kyiv
Ubisoft Kyiv была основана в 2008 году в Киеве, Украина, первоначально как Ubisoft Kiev. Студия сосредоточена на портировании игр Ubisoft на персональные компьютеры (ПК), и студия также работала над такими играми, как Tom Clancy's Ghost Recon Future Soldier и Watch Dogs 2. Ubisoft Kyiv сотрудничала с Massive Entertainment в Uplay и часто работала с RedLynx над играми Trials. В 2016 году студия запустила отдел контроля качества портов для ПК. Недавно Ubisoft Kyiv тесно сотрудничала с Ubisoft Quebec над PC-версией Assassin's Creed Odyssey и с RedLynx над Trials Rising. В декабре 2019 года Ubisoft Kiev была переименована в Ubisoft Kyiv, чтобы принять украинское написание названия города.

### Ubisoft Milan
Ubisoft Milan была основана в 1998 году в Милане, Италия. Первоначальным фокусом студии была разработка портативных игр, и это привело Rayman и Rayman 2 Forever к Game Boy Color, а Lara Croft Tomb Raider: The Prophecy - к Game Boy Advance. Миланская студия также выступала в качестве студии поддержки Ubisoft, помогая другим студиям во многих играх, таких как Beyond Good & Evil, Tom Clancy's Rainbow Six: Rogue Spear, Tom Clancy's Rainbow Six 3: Athena Sword, Tom Clancy's Splinter Cell: Pandora Tomorrow, Tom Clancy's Splinter Cell: Теория хаоса, Splinter Cell Тома Клэнси: Двойной агент, Assassin's Creed III: Освобождение, Assassin's Creed Rogue, Assassin's Creed IV: Черный флаг и Tom Clancy's Ghost Recon Wildlands, а также является основным разработчиком серии Just Dance. Затем фокус студии сместился на разработку игр, требующих управления движением, включая MotionSports (совместно со студией Barcellona), We Dare и Raving Rabbids: Alive and Kicking (совместно со студией Paris). Студия была ведущим разработчиком первой эксклюзивной игры компании Nintendo Switch, Mario + Rabbids Kingdom Battle, совместно с Ubisoft Paris; она также разработала Donkey Kong Adventure, загружаемый контент для этой игры, и продолжение Mario + Rabbids Sparks of Hope.

### Ubisoft Montpellier
Ubisoft Montpellier, ранее Ubi Pictures, была основана в 1994 году как один из графических отделов Ubisoft в Кастельно-ле-Лез, Франция. Студия выпустила несколько успешных игр под руководством Мишеля Анселя, включая Rayman и Beyond Good & Evil. Компания также работала над несколькими лицензионными названиями, включая "Приключения Тинтина: Тайна единорога" и "Кинг-Конг" Питера Джексона, а также сотрудничала с Эриком Чахи в "From Dust". Студия также разработала движок UbiArt Framework engine, используемый в таких играх, как Rayman Origins, Rayman Legends и Valiant Hearts: The Great War. Компания работает над Beyond Good and Evil 2 и Space Junkies.

### Ubisoft Odesa
Ubisoft Odessa была основана в Одессе, Украина, в марте 2018 года. Будучи второй студией в Украине, она будет работать вместе с Ubisoft Kyiv над такими играми, как серия Tom Clancy's Ghost Recon и Trials Rising.

### Ubisoft Paris
Ubisoft Paris была основана в 1992 году в Монтрее, Франция, и стала первой собственной студией Ubisoft. Ubisoft Paris работала над несколькими ранними играми Rayman, а также над его спин-оффом Raving Rabbids. Она стала основным разработчиком серии Tom Clancy's Ghost Recon и серии Just Dance, одной из самых успешных ритм-игр на рынке. Последней работой студии была Ghost Recon Breakpoint. По состоянию на май 2021 года в Ubisoft Paris работает более 700 сотрудников.

### Ubisoft Paris Mobile
Ubisoft Paris Mobile была создана в 2013 году и расположена совместно с Ubisoft Paris в Монтрее, Франция. Студия работала над мобильной игрой Assassin's Creed: Pirates.

### Ubisoft Reflections
Ubisoft Reflections была основана в 1984 году в Ньюкасл-апон-Тайн, Англия. Компания разработала несколько успешных франшиз, включая Destruction Derby и Driver, до приобретения Ubisoft в июле 2006 года. После приобретения Reflections компания продолжила работу над новыми названиями драйверов, последним из которых стал Driver: San Francisco 2011 года выпуска. Затем студия превратилась в команду поддержки для работы над другими играми, такими как Tom Clancy's The Division, работала над физикой транспортных средств для других игр Ubisoft и экспериментировала с небольшими проектами, такими как Grow Home. Студией управляет Лиза Опи. Ubisoft Reflections тесно сотрудничает с Ubisoft Leamington и по состоянию на май 2021 года насчитывает более 250 сотрудников.

### Ubisoft Sofia
Ubisoft Sofia была основана в 2006 году в Софии, Болгария. Студия работает как студия совместной разработки и руководила разработкой Assassin's Creed III: Liberation и Assassin's Creed Rogue.

### Ubisoft Stockholm
Ubisoft Stockholm была основана в 2017 году в Стокгольме, Швеция. Возглавляемая Патриком Бахом студия будет сотрудничать с Massive Entertainment над предстоящей видеоигрой Avatar.

## Азия

### Ubisoft Abu Dhabi
Ubisoft Abu Dhabi была основана в 2011 году в Абу-Даби, Объединенные Арабские Эмираты, с целью развития индустрии видеоигр в стране. Студия фокусируется на работе над мобильными играми, такими как серия CSI, и поддерживает Growtopia, игру, приобретенную Ubisoft в 2017 году. По состоянию на май 2021 года в Ubisoft Abu Dhabi работает более 60 сотрудников.

### Ubisoft Chengdu
Ubisoft Chengdu была основана в 2008 году в Чэнду как вторая студия Ubisoft в Китае. Студия также выполняла функции студии поддержки, работая над такими играми, как Scott Pilgrim vs. the World: The Game и предоставлял услуги локализации на китайском языке для таких игр, как Might & Magic: Duel of Champions. Ubisoft Chengdu руководила разработкой мобильной игры Monkey King Escape и казуальных игр Scrabble (2013), Uno (2017) и Wheel of Fortune. По состоянию на май 2021 года в Ubisoft Chengdu работает более 420 сотрудников.

### Ubisoft Da Nang
Ubisoft Da Nang была основана в сентябре 2019 года в Дананге, Вьетнам. Это поможет разрабатывать мобильные игры и "Мгновенные игры" для других платформ, таких как Facebook, с планами нанять 100 разработчиков за три года.

### Ubisoft Mumbai
Ubisoft Mumbai была основана в Мумбаи в июне 2018 года и является второй студией в Индии после Ubisoft Pune. Он будет работать совместно с Ubisoft Pune, а также сотрудничать с местными университетами.

### Ubisoft Philippines
Ubisoft Philippines была основана в 2016 году как первая крупная игровая студия на Филиппинах. Студия расположена в кампусе университета Де Ла Саль в Санта-Розе, Лагуна, и разрабатывает новые игры AAA совместно с Ubisoft Singapore. По состоянию на май 2021 года в Ubisoft Philippines работает 150 сотрудников.

### Ubisoft Pune
Ubisoft Pune в Пуне, Индия, первоначально была частью Gameloft, разработчика и издателя мобильных игр, пока Ubisoft не приобрела ее в 2008 году, на тот момент в ней было 35 участников. Затем студия работала над несколькими названиями Just Dance, мобильными названиями, портированными на другие консоли, такие как Nintendo Switch, и предоставила тесты для обеспечения качества для многих игр Ubisoft. Студия работала над ремейком Prince of Persia: The Sands of Time. По состоянию на май 2021 года в Ubisoft Pune работает более 1200 сотрудников.

### Ubisoft Shanghai
Ubisoft Shanghai была основана в 1996 году в Шанхае и стала одной из крупнейших студий разработки в Китае. Студия работала командой поддержки во многих проектах Ubisoft, таких как франшиза Far Cry, работая над анимацией дикой природы и искусственным интеллектом.

### Ubisoft Singapore
Ubisoft Singapore была образована в 2008 году как первая собственная студия Ubisoft в Юго-Восточной Азии, расположенная в комплексе Fusionopolis в Сингапуре. Будучи студией поддержки, работавшей над такими играми, как Prince of Persia: The Forgotten Sands и Assassin's Creed II, компания работала над морским боем Assassin's Creed III, прежде чем значительно расширить его с помощью Assassin's Creed IV: Black Flag и Assassin's Creed Rogue. Компания также отвечает за создание многопользовательской онлайн-стрелялки AAA Tom Clancy's Ghost Recon Phantoms, выпущенной в 2014 году и закрытой в декабре 2016 года. После закрытия Ghost Recon Phantoms креативный директор студии Джастин Фаррен пришел на пресс-конференцию Ubisoft на E3 2017, чтобы объявить об их новом IP под названием Skull & Bones, разработкой которого она будет руководить. Релиз игры запланирован где-то после апреля 2022 года. По состоянию на май 2021 года в Ubisoft Singapore работает 500 сотрудников.

## Закрытые

### Sunflowers Interactive
Sunflowers Interactive Entertainment Software GmbH была основана в 1993 году Ади Бойко и Вильгельмом Хамрози и базировалась в Хойзенштамме, Германия. Компания была наиболее известна созданием и публикацией серии стратегических игр в реальном времени Anno. В декабре 2001 года Sunflowers Interactive заключила четырехлетний эксклюзивный контракт с болгарским разработчиком Black Sea Studios, результатом которого стал Knights of Honor (2004). В марте 2002 года компания компания демонтировала всю свою внутреннюю студию разработки, переключив свое внимание на стороннюю публикацию. Для этого они приобрели 30% акций берлинской студии Spieleentwicklungskombinat. Кроме того, Sunflowers Interactive подписала контракт с Aspyr в августе 2006 года, что позволило им расширить распространение своих игр в Северной Америке. Ubisoft объявила 11 апреля 2007 года, что они приобрели Sunflowers Interactive и серию Anno, из которых компания будет объединена с собственным дистрибьюторским подразделением Ubisoft. Соучредитель Бойко заявил, что он удовлетворен приобретением, зная, что Ubisoft и связанные с ней разработки создадут "что-то удивительное". Однако и Бойко, и Хамрози заявили, что не хотят работать в Ubisoft и вместо этого планируют создать новое предприятие.

### Ubisoft Casablanca
Ubisoft Casablanca была открыта в апреле 1998 года в Касабланке, Марокко. Первой продукцией студии стала версия игры Donald Duck: Goin' Quackers для Nintendo 64. Ubisoft Casablanca помогала в разработке различных игр для портативных платформ. В июне 2007 года Ubisoft заявила что они должны были расширить студию на 150 человек, используя государственные стимулы. В период с 2008 по 2010 год студия также управляла кампусом, в котором планировалось обучить 300 выпускников по разработке игр. Ubisoft Casablanca была закрыта 13 июня 2016 года, после изменений на рынке, и студия позиция, несовместимая с планами Ubisoft на будущее. Ранее в студии работало 48 сотрудников, и она была старейшей студией видеоигр в Северной Африке. Компании, созданные бывшими сотрудниками Ubisoft Casablanca, включают разработчиков TheWallGames, основанных Ясином Арифом, Rym Games, основанных Имадом Хариджей и Османом Эль-Бахрауи., и Palm Grove Software Халила Арафана, а также коллектив марокканских разработчиков игр, основанный в 2011 году Арифом и Усамой Хуссейнами для продвижения разработки видеоигр в Марокко.

### Ubisoft Leamington
Ubisoft Leamington, ранее FreeStyleGames, была основана в Лимингтон Спа, Англия, в 2002 году шестью ветеранами индустрии, ранее работавшими в Codemasters и Rare. Студия работала над популярными музыкальными играми, такими как DJ Hero и Sing Party, пока принадлежала Activision. После коммерческого провала Guitar Hero Live Activision продала студию Ubisoft, которая направила студию на работу с Ubisoft Reflections. Ubisoft Leamington тесно сотрудничает с Ubisoft Reflections, и по состоянию на май 2021 года в компании работает более 100 сотрудников.
27 января 2025 года Ubisoft объявила о закрытии студии, что затронуло около 50 человек.

### Ubisoft London
Ubisoft London (ранее Future Games of London) была основана в 2009 году в Лондоне, Англия. Студия выпустила Hungry Shark до приобретения Ubisoft в октябре 2013 года. Студия работала над новыми играми в серии Hungry Shark. 14 сентября 2023 года Ubisoft объявила о закрытии студии, в которой, на тот момент времени, работало 54 сотрудника. Работа над серией игр Hungry Shark будет передана Ubisoft Barcelona.

### Ubisoft Osaka
Ubisoft Osaka, ранее известная как Digital Kids, была основана в Осаке, Япония. Она была приобретена Ubisoft в 2008 году и с тех пор создала множество портативных игр, включая Petz. Студия сотрудничает с Ubisoft San Francisco. 4 декабря 2024 года стало известно о закрытии студии и увольнении 134 сотрудников.

### Ubisoft San Francisco
Ubisoft San Francisco была основана в 2009 году в североамериканской штаб-квартире Ubisoft в Сан-Франциско, штат Калифорния. Студия является ведущим разработчиком серии Rocksmith. В середине 2010-х студия набрала много новых сотрудников и сотрудничала с Мэттом Стоуном и Треем Паркером в разработке South Park: The Fractured but Whole, ролевой игры, действие которой разворачивается во вселенной South Park.
В 2021 году был анонсирован шутер от первого лица XDefiant. 17 апреля 2023 года, вскоре после начала закрытого бета-тестирования игры, XDefiant превзошла по популярности Warzone 2 и Modern Warfare II вместе взятые, став одной из самых популярных игр, транслировавшихся на Twitch на то время.
Помимо разработки игр, Ubisoft San Francisco также обеспечивала поддержку нескольких других игр Ubisoft, включая игры из серий Assassin's Creed и Far Cry.
4 декабря 2024 года стало известно о закрытии студии и увольнении 143 сотрудников. Ubisoft также объявила о закрытии последней игры студии, XDefiant, сославшись на то, что игра не смогла привлечь и удержать достаточное количество игроков.

### Ubisoft Sao Paulo
Ubisoft Sao Paulo располагалась в Сан-Паулу, Бразилия. Об основании студии было объявлено 24 июня 2008 года, а запланированное открытие с 20 сотрудниками запланировано на конец июля 2008 года, стремясь нанять около 200 сотрудников после четырехлетнего срока службы. Ранее глава студии Бертран Шаверо заявил что Ubisoft рассматривает возможность открытия дополнительных студий в Рио-де-Жанейро и Флорианополисе. 20 января 2009 года было объявлено, что Ubisoft приобрела базирующуюся в Порту-Алегри Southlogic Studios, которая была объединена с Ubisoft Sao Paulo. 29 сентября 2010 года Ubisoft сообщила, что из-за снижения интереса рынка к играм Nintendo DS операции в Бразилии будут пересмотрены, и что мощности Ubisoft по разработке в Сан-Паулу будут сокращены к концу года.

### Ubisoft Zurich
Ubisoft Zurich начала набор персонала для необъявленной бесплатной игры в августе 2011 года. Компания была основана Янном Ле Тензорером, который стал ее управляющим директором, в Тальвиле, пригороде Цюриха, Швейцария. В интервью швейцарскому журналу 20 Minuten Ле Тензорер объяснил, что Ubisoft Zurich будет разрабатывать игры с акцентом на онлайн-геймплей. Он также заявил, что компания планировала первоначально нанять 20 человек, а позже расширить студию по мере роста швейцарской сцены разработки игр, как это было в случае с Ubisoft Montreal. Однако в октябре 2013 года Ubisoft объявила, что Ubisoft Zurich будет закрыта к концу того же месяца, сославшись на отмену единственной разрабатываемой игры студии в качестве причины закрытия. В процессе было уволено 16 человек, всем из которых были предложены должности в других студиях Ubisoft.

### Wolfpack Studios
Wolfpack Studios Inc. была основана в Раунд-Роке, штат Техас, в 1999 году Дж. Тоддом Коулманом вместе со школьным другом Джеймсом Нэнсом и соседом по комнате в колледже Джозефом Холлом в 1999 году. Ubisoft объявила 1 марта 2004 года, что они приобрели Wolfpack Studios, у которой на тот момент было между 20 и 25 сотрудников, за нераскрытую цену. Все три основателя покинули компанию после покупки, из которых Коулман и Холл позже присоединились к KingsIsle Entertainment. 1 апреля 2006 года Ubisoft объявила, что компания будет закрыта 15 мая 2006 года. Единственным продуктом Wolfpack Studios был Shadowbane, который была выпущена в марте 2003 года. Несколько бывших участников Wolfpack Studios основали преемника, Stray Bullet Games, в тех же офисах 1 июня 2006 года.